# ثر اللبن
ثر اللبن (بالإنجليزية: Galactorrhea) وهو التدفق التلقائي للحليب من الثدي، غير المرتبط بالولادة أو الترضيع.

## الأسباب
- اٍختلال في اٍفراز بعض الهرمونات.
- أسباب موضعية كالإستثارة المفرطة للحلمة
- الرضاعة تتطلب وجود هرمون الاٍستروجين، البروجستيرون والبرولاكتين، وتقييم ثر اللبن يشمل التاريخ الدوائي والغذائي للمريض (ميثيل دوبا، أفيونيات، مضادات الذهان، وكذلك العرقسوسيات) والأسباب السلوكية (الاٍجهاد، تحفيز الثدي وجدار الصدر)، اٍضافة لقييم الحمل، الورم الغدي النخامي وقصور الدرقية.[2]